# Hyperolius atrigularis
Espèce
Statut de conservation UICN

 DD  : Données insuffisantes
Hyperolius atrigularis est une espèce d'amphibiens de la famille des Hyperoliidae.

## Répartition
Cette espèce est endémique de République démocratique du Congo. Elle se rencontre à environ 2 300 m d'altitude sur le plateau Marungu dans le sud-est de la province de Tanganyika,.

## Publication originale
- Laurent, 1941 : Contribution à la systématique du genre Hyperolius Rapp (Batraciens). Revue de Zoologie et de Botanique Africaines, Tervuren, vol. 34, p. 149-167.